# Dean Martin
Dean Paul Martin (tên khai sinh Dino Paul Crocetti; 7 tháng 6 năm 1917 - 25 tháng 12 năm 1995) là một ca sĩ, diễn viên, diễn viên hài, và nhà sản xuất phim người Mỹ.
Được coi là một trong những nghệ sĩ Mỹ nổi tiếng và bền bỉ nhất giai đoạn giữa thế kỷ 20, Martin được mệnh danh là "King of Cool" vì sức hút và sự tự tin của ông. Ông và Jerry Lewis là bạn diễn trong nhóm hài nổi tiếng "Martin and Lewis". Ông là thành viên của "Rat Pack" và một ngôi sao trên sân khấu/hộp đêm, với các bản thu âm, phim điện ảnh và chương trình truyền hình. 
Ông là người dẫn chương trình truyền hình tạp kỹ The Dean Martin Show (1965–1974) và The Dean Martin Celebrity Roast (1974–1985).
Giọng hát thoải mái, ngân nga của Martin đã giúp ông có được hàng chục ca khúc hit bao gồm những bài hát đặc trưng "Memories Are Made of This", "That's Amore", "Everybody Loves Somebody", "You're Nobody till Somebody Loves You", "Sway", "Volare", và "Ain't That a Kick in the Head?".

## Sự nghiệp điện ảnh
| Năm  | Phim                                            | Vai diễn                            | Ghi chú                                                                          |
| ---- | ----------------------------------------------- | ----------------------------------- | -------------------------------------------------------------------------------- |
| 1946 | Film Vodvil: Art Mooney and Orchestra           | Short                               |                                                                                  |
| 1949 | My Friend Irma                                  | Steve Laird                         |                                                                                  |
| 1950 | My Friend Irma Goes West                        | Steve Laird                         |                                                                                  |
| 1950 | At War with the Army                            | 1st Sgt. Vic Puccinelli             |                                                                                  |
| 1950 | Screen Snapshots: Thirtieth Anniversary Special | Short                               |                                                                                  |
| 1951 | That's My Boy                                   | Bill Baker                          |                                                                                  |
| 1952 | Sailor Beware                                   | Al Crowthers                        |                                                                                  |
| 1952 | Jumping Jacks                                   | Corp. Chick Allen                   |                                                                                  |
| 1952 | Road to Bali                                    | Man in Lala's dream                 | Cameo (uncredited)                                                               |
| 1952 | The Stooge                                      | Bill Miller                         |                                                                                  |
| 1953 | Scared Stiff                                    | Larry Todd                          |                                                                                  |
| 1953 | The Caddy                                       | Joe Anthony                         |                                                                                  |
| 1953 | Money from Home                                 | Herman 'Honey Talk' Nelson          |                                                                                  |
| 1954 | Living It Up                                    | Dr. Steve Harris                    |                                                                                  |
| 1954 | 3 Ring Circus                                   | Peter 'Pete' Nelson                 |                                                                                  |
| 1955 | You're Never Too Young                          | Bob Miles                           |                                                                                  |
| 1955 | Artists and Models                              | Rick Todd                           |                                                                                  |
| 1956 | Screen Snapshots: Hollywood, City of Stars      | Short                               |                                                                                  |
| 1956 | Pardners                                        | Slim Mosely Jr. / Slim Mosely Sr.   |                                                                                  |
| 1956 | Hollywood or Bust                               | Steve Wiley                         |                                                                                  |
| 1957 | Ten Thousand Bedrooms                           | Ray Hunter                          |                                                                                  |
| 1958 | The Young Lions                                 | Michael Whiteacre                   |                                                                                  |
| 1958 | Some Came Running                               | Bama Dillert (professional gambler) |                                                                                  |
| 1959 | Rio Bravo                                       | Dude ('Borachón')                   |                                                                                  |
| 1959 | Career                                          | Maurice 'Maury' Novak               |                                                                                  |
| 1960 | Who Was That Lady?                              | Michael Haney                       | Nominated – Golden Globe Award for Best Actor – Motion Picture Musical or Comedy |
| 1960 | Bells Are Ringing                               | Jeffrey Moss                        |                                                                                  |
| 1960 | Ocean's 11                                      | Sam Harmon                          |                                                                                  |
| 1960 | Pepe                                            | Cameo                               |                                                                                  |
| 1961 | All in a Night's Work                           | Tony Ryder                          |                                                                                  |
| 1961 | Ada                                             | Bo Gillis                           |                                                                                  |
| 1962 | Something's Got to Give                         | Nicholas 'Nick' Arden               | (unfinished)                                                                     |
| 1962 | Sergeants 3                                     | Sgt. Chip Deal                      |                                                                                  |
| 1962 | The Road to Hong Kong                           | The 'Grape' on plutonium            | Cameo (uncredited)                                                               |
| 1962 | Who's Got the Action?                           | Steve Flood                         |                                                                                  |
| 1963 | 38-24-36                                        | Self                                |                                                                                  |
| 1963 | Come Blow Your Horn                             | The Bum                             | (uncredited)                                                                     |
| 1963 | Toys in the Attic                               | Julian Berniers                     |                                                                                  |
| 1963 | 4 for Texas                                     | Joe Jarrett                         |                                                                                  |
| 1963 | Who's Been Sleeping in My Bed?                  | Jason Steel                         |                                                                                  |
| 1964 | What a Way to Go!                               | Leonard 'Lennie' Crawley            |                                                                                  |
| 1964 | Robin and the 7 Hoods                           | Little John                         |                                                                                  |
| 1964 | Kiss Me, Stupid                                 | Dino                                |                                                                                  |
| 1965 | The Sons of Katie Elder                         | Tom Elder                           |                                                                                  |
| 1965 | Marriage on the Rocks                           | Ernie Brewer                        |                                                                                  |
| 1966 | The Silencers                                   | Matt Helm                           |                                                                                  |
| 1966 | Texas Across the River                          | Sam Hollis                          |                                                                                  |
| 1966 | Murderers' Row                                  | Matt Helm                           |                                                                                  |
| 1967 | Rough Night in Jericho                          | Alex Flood                          |                                                                                  |
| 1967 | The Ambushers                                   | Matt Helm                           |                                                                                  |
| 1968 | How to Save a Marriage and Ruin Your Life       | David Sloane                        |                                                                                  |
| 1968 | Bandolero!                                      | Dee Bishop                          |                                                                                  |
| 1968 | Rowan & Martin at the Movies                    | Short                               |                                                                                  |
| 1968 | 5 Card Stud                                     | Van Morgan                          |                                                                                  |
| 1968 | The Wrecking Crew                               | Matt Helm                           |                                                                                  |
| 1970 | Airport                                         | Capt. Vernon Demerest               |                                                                                  |
| 1971 | Something Big                                   | Joe Baker                           |                                                                                  |
| 1973 | Showdown                                        | Billy Massey                        |                                                                                  |
| 1975 | Mr. Ricco                                       | Joe Ricco                           |                                                                                  |
| 1981 | The Cannonball Run                              | Jamie Blake                         |                                                                                  |
| 1984 | Cannonball Run II                               | Jamie Blake                         |                                                                                  |
| 1984 | Terror in the Aisles                            | archival footage                    |                                                                                  |